# 5923 Liedeke
5923 Liedeke este un asteroid din centura principală de asteroizi.

## Descriere
5923 Liedeke este un asteroid din centura principală de asteroizi. A fost descoperit pe 26 noiembrie 1992 la Kitt Peak National Observatory în cadrul proiectului Spacewatch. El prezintă o orbită caracterizată de o semiaxă mare de 2,85 ua, o excentricitate de 0,01 și o înclinație de 3,3° în raport cu ecliptica.